# 范師曾
范師曾（？—？年），河南卫辉府汲縣人，軍籍。明朝政治人物。

## 生平
弘治十七年（1504年）甲子科河南乡试舉人，九年（1514年）甲戌科二甲第一百八名進士，官至郎中。